# Dãy núi Livingston
Dãy núi Livingston (tiếng Anh: Livingston Range) là một dãy núi nằm phần lớn ở Công viên Quốc gia Glacier thuộc tiểu bang Montana của Hoa Kỳ. Dãy núi tọa lạc ở điểm cực nam phần lãnh thổ của tỉnh bang British Columbia, Canada. Dãy Livingstone có chiều dài là 36 dặm (58 km) và chiều rộng là 28 dặm (45 km) với hơn 15 đỉnh núi có độ cao hơn 9.000 ft (2.700 m) so với mực nước biển, trong số đó đỉnh cao nhất là đỉnh Kintla với độ cao 10.101 foot (3.079 m). Mặc dù độ cao của các dãy núi này không quá đặc biệt so với các dãy núi ở Bắc Mỹ nhưng chúng dược đánh giá là khá cao so với độ cao xấp xỉ khoảng 4.000 foot (1.200 m) của các thung lũng xung quanh.
Dãy Livingston hình thành cách đây 170 triệu năm khi đứt gãy chờm nghịch Lewis đẩy các khối đá tiền Cambri dày 3 mi (4,8 km), rộng 50 dặm (80 km) và dài 160 dặm (260 km) phủ lên trên lớp đá Creta.